# Hydriomena henshawi
Hydriomena henshawi är en fjärilsart som beskrevs av Louis W. Swett 1912. Hydriomena henshawi ingår i släktet Hydriomena och familjen mätare. Inga underarter finns listade i Catalogue of Life.